# Петрикози (Серпецький повіт)
Петрикози (пол. Petrykozy) — село в Польщі, у гміні Завідз Серпецького повіту Мазовецького воєводства.
Населення — 116 осіб (2011).
У 1975-1998 роках село належало до Плоцького воєводства.

## Демографія
Демографічна структура станом на 31 березня 2011 року:
|          | Загалом | Допрацездатний вік | Працездатний вік | Постпрацездатний вік |
| -------- | ------- | ------------------ | ---------------- | -------------------- |
| Чоловіки | 52      | 11                 | 35               | 6                    |
| Жінки    | 64      | 18                 | 31               | 15                   |
| Разом    | 116     | 29                 | 66               | 21                   |